# Enrique Iglesias
Enrique Iglesias, s polnim imenom Enrique Miguel Iglesias Preysler, španski pevec, * 8. maj 1975, Madrid, Španija.

## Mladost in začeteki pevske kariere
Iglesias se je rodil v Madridu, kot tretji in zadnji otrok španskega pevca Julia Iglesiasa in manekenke Isabele Preysler, filipinskega porekla. Njegova starša sta se ločila leta 1978, ko je bil Enrique star komaj tri leta. Ima brata Julio José Iglesias in sestro Chábeli Iglesias.
Naslednje leto se je njihov oče preselil v Miami (Florida), z namenom nadaljevanja lastne glasbene kariere. 
Leta 1985 so starega očeta Iglesiasa, Julia Iglesiasa Pugo, ugrabili pripadniki teroristične organizacije ETA. Zaskrbljen za varnost svojih otrok, Enriqueja in brata, sta se starša sporazumno odločila, da gresta Enrique in Julio Jose živeti k očetu v Miami (Florida). Očeta je pevska kariera pogosto zadrževala na poti, tako da je mladega Enriqueja vzgajala družinska varuška. Leta 1993 je maturiral na Gulliver Preparatory School, ter odšel na študij poslovanja na Univerzi v Miamiju.
Svoj prvi album je skrbno pripravljal od svojega 16 leta, zanj naj ne bi vedel nihče razen varuške Elvire na katero je bil zelo navezan. Enrique ni želel, da bi oče vedel o njegovih načrtih v zvezi z načrtovano lastno pevsko kariero, kot tudi ni želel da bi njegov slavni priimek vplival na napredovanje v glasbeni karieri. Navdahnjen zaradi ljubezni iz najstniških let, Christie Debler, si je mladi Enrique sposodil denar od družinske varuške, ter posnel demo kaseto na kateri sta bili dve španski in dve angleški pesmi.
Enrique se je založniškim hišam predstavljal kot Enrique Martinez, neznani pevec iz Gvatemale.
Uspelo mu je podpisati triletno pogodbo z majhno založbo imenovano Fonovisa. Takrat je zapustil študij, ter za pol leta odšel v Toronto (Kanada) na snemanje svojega glasbenega prvenca.

## Prvi uspeh
Že v prvih treh mesecih je prodal prvi milijon albumov in dobil prvo zlato ploščo na Portugalskem, že po treh tednih prodaje. Izdaja tega albuma ga je popeljala med zvezde v špansko govorečem glasbenem svetu. Do sedaj je prodal že več kot trideset milijonov albumov, kar je zelo veliko, vendar še vedno malo v primerjavi z očetovimi dvesto petdesetimi milijoni. 

## Oče in sin
Kot sin svetovno znanega pevca Julia Iglesiasa, si je Enrique pridobil medijsko slavo podobno kot njegov znani oče. Nekateri mediji so začeli poročati o tekmovalnosti med očetom in sinom. Enrique je za najbolj prodajan španski časopis izjavil: »Ko bom imel otroke, bom posel za nekaj časa potisnil v drugi plan, česar moj oče ni nikoli storil.« Otroci slavnih najpogosteje ostanejo v njihovi senci, a Enrique je že z debitantskim albumom leta 1995 postal zvezdnik v špansko govorečih deželah. 

## Na njegovo glasbo vpliva tudi rock
Čeprav ga njegove pesmi in balade, kot sta `Experiencia Religiosa` in `No Llores Por Mi` uvrščajo v isti slog, kot ga ima njegov oče, so nanj vplivali tudi rock glasbeniki, kot so Journey, Foreigner, Lionel Richie in Roxy Music, medtem ko je odraščal v Miamiju na Floridi. 

## Njegovi nadaljnji uspehi
Za svoj naslednji album Vivir je dobil nagrado Grammy in leta 1997 je prodal več kot devet milijonov albumov. V tem času so bili njegovi singli sedemkrat na vrhu Billboardove lestvice Latin top 50. Še bolj uspešen je bil v letu 1999, ko je s pesmijo `Bailamos` prišel na Billboardovo lestvico Hot 100, in v septembru na britansko lestvico UK Top 5. Pesem `Be with you` je dosegla vrh na ameriški lestvici singlov naslednjega junija. Posnel jo je v štirih jezikih; v italijanščini, portugalščini, ter seveda v španščini in kasneje v angleščini. Načrtoval je snemanje v angleščini, ki je njegov drugi jezik, ampak se je odločil, da bo svojo glasbeno kariero začel v španščini, in je svoj prvi album v angleščini izdal šele novembra 1999. Napisal pa je že nekaj pesmi v angleščini. Za šestnajst pesmi s prvih treh albumov je sam napisal besedila in glasbo.

## Prva svetovna turneja
Leta 1997 je imel svojo prvo svetovno turnejo, ki jo je poimenoval VIVIR. Obiskal je trinajst držav, v katerih je priredil 78 koncertov, katere je obiskalo več kot 720.000 obiskovalcev. Med prvo svetovno turnejo je Enrique nastopal na različnih stadionih, ki so lahko sprejeli več kot 50.000 ljudi. V Združenih državah Amerike je imel devetnajst koncertov. Za latinsko-ameriški del turneje sta dve tovorni letali prevažali njegovo scensko opremo ter opremo za svetlobne efekte in ozvočenje. 
Ko je s svojo turnejo VIVIR odšel v Evropo, je bilo potrebno za vso opremo najeti Jumbo tovorno letalo. Ta turneja, ki je bila pri kritikih dobro sprejeta, je bila ena največjih, ki so jih izvedli latinsko-ameriški izvajalci, in je iz Enriqueja naredila ne samo dobro prodajanega latinsko-ameriškega izvajalca, ampak tudi najbolj uspešnega.

## Nagrade in trofeje
Enriquejev seznam nagrad in trofej je veličasten in vključuje 116 platinastih plošč, 227 zlatih, 26 mednarodnih nagrad; ki vključujejo tudi Grammyja iz leta 1996 za najbolj prodajanega latinsko-ameriškega izvajalca, nagrado Billboard magazina za album leta 1997, svetovno glasbeno nagrado za najbolje prodajanega latinsko-ameriškega pevca na svetu, sedem nagrad Premio Lo Nuestro, dve nagradi ACE izvajalec leta, dve ASCAP nagradi za najboljšega skladatelja v letu 1996 in 1997, in nominacijo za najboljšega latinsko-ameriškega izvajalca za Grammy in nagrado ameriške glasbene akademije v letu 1997. 

## Uspehi v Aziji
Enriquejeva glasba v španskem jeziku je osvojila tudi Azijo, kjer je dobi nakaj zlatih in platinastih plošč v državah kot so Tajvan, Tajska in Singapur. Naredil je intenzivno in uspešeno promocijo plošč. Njegov obraz se je pojavil na več kot 250-ih naslovnicah revij in je posnel več kot 190 televizijskih oddaj v 23-ih državah. 
Enriquejev prvi nastop, ki ga je poimenoval ENRIQUE, mu je prinesel milijone. Njegov album Enrique se je prodajal tako dobro kot ostali in je zasedal visoka mesta na svetovnih lestvicah.